# Croton sylvaticus
Croton sylvaticus Hochst., 1845 è una pianta della famiglia Euphorbiaceae originaria dell'Africa tropicale e subtropicale.

## Descrizione

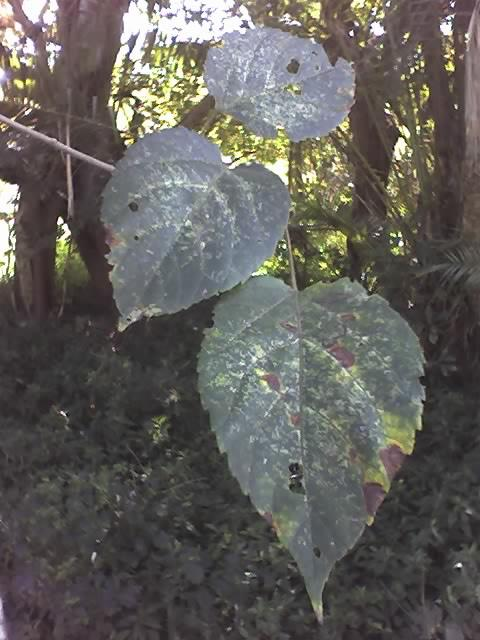
Foglie
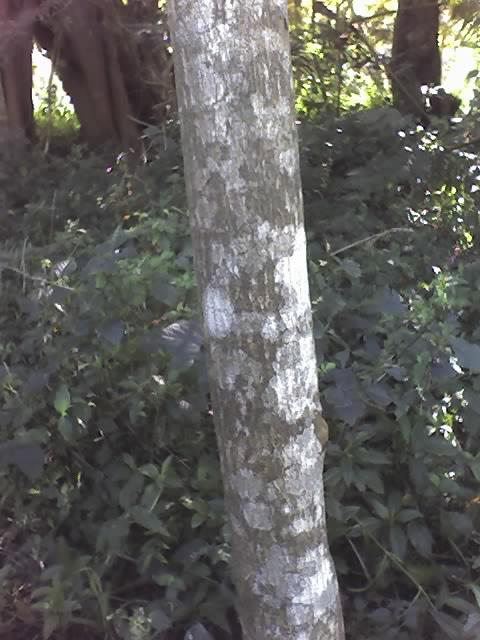
Fusto